# Малий (острів, Японське море)
Мали́й (рос. Малый) — невеликий острів в затоці Петра Великого Японського моря. Знаходиться за 330 м на північний захід від острова Кликова та за 670 м на південний схід від острова Наумова. Адміністративно належить до Первомайського району Владивостока Приморського краю Росії.

## Географія
Острів витягнутої форми із північного заходу на південний схід. Південна частина широка, шириною до 100 м, північна представлена гальковою косою-рифом довжиною 280 м. Загальна довжина острова 460 м. Береги широкої частини скелясті, стрімкі та обмежені каменями.
Риф кам'янистий, з мінімальною глибиною 0,3 м, біля країв глибина збільшується до 0,8 м. На рифі височать декілька скель та надводних каменів. Після острова риф далі тягнеться під водою на північ до сусіднього острова Наумова. На південь від острова тягнеться підводна коса з мінімальною висотою 1,5 м. Вона простягається до сусіднього острова Кликова.